# Pont Russki
El pont Russki (rus: Русский мост, Russian Bridge) és un pont atirantat que es troba a Vladivostok, krai de Primórie, Rússia. El pont connecta els trams de l'illa Russki i la península Muravyov-Amursky de la ciutat a través de l'estret del Bòsfor oriental. Té una envergadura central de 1,104 metres (3,622 peus) i és el pont atirantat més llarg del món. El pont Russki es va construir originalment per servir a la conferència de Cooperació Econòmica Àsia-Pacífic del 2012 que es va celebrar al campus de la Universitat Federal de l'Extrem Orient a l'illa Russki. Es va completar el juliol del 2012 i el primer ministre Dmitry Medvedev el va obrir i el 3 de setembre de 2012, el pont va rebre oficialment el seu nom.

## Visió general
El pont cap a l'illa Russki és el pont cablejat més llarg del món, amb llarg tram central de 1104 metres.
El pont també té les segones pilones més altes (320m) després de les del viaducte de Millau i les tramades de cable més llargues.
El disseny del pas del pont s’ha determinat sobre la base de dos factors principals:
- Distància més curta de la costa a la ubicació d'encreuament del pont (1460 metres). La profunditat del canal navegable és de fins a 50 m.
- La localització del lloc de construcció del pas del pont es caracteritza per condicions climàtiques severes: les temperatures varien de –31 a +37 °C (–24 a +99 °F); les tempestes porten vents de fins a 36 m/s (130 km/h; 81 mph) i onades de fins a 6m d'alçada; i les formacions de gel a l'hivern poden arribar a ser de 70 cm de gruix.

### La construcció de les pilones

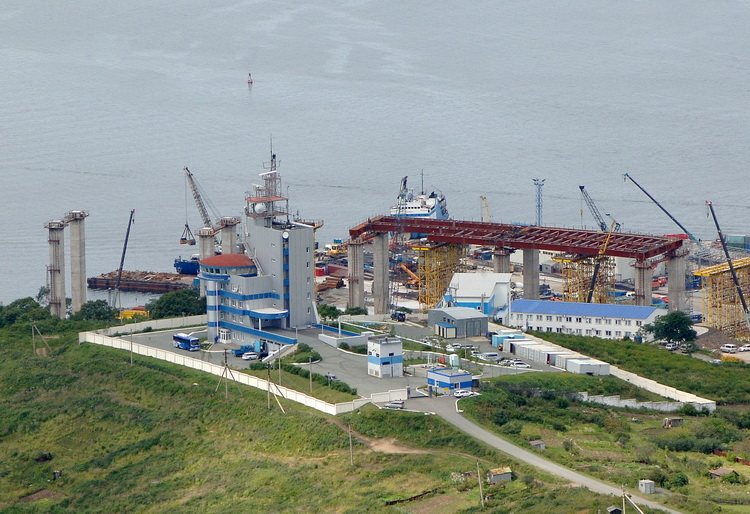
Construcció del tram, 2009

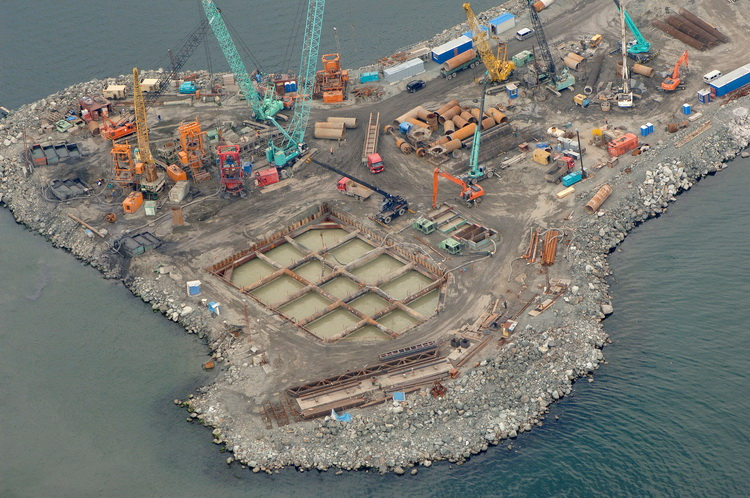
Construcció dels pilons a l'inici, setembre de 2009

Les pilones van ser construïdes fins a 77 metres sota terra i al costat de l'illa es van fer 120 pilones de barrina sota cadascuna de les dues torres del pont, que tenen una alçada de 320 m.
Les pilones es van formigonar amb formes autoescalades personalitzades en vessaments de 45 m. Es va utilitzar una grua en els tres primers abocaments, després es va completar l'encofrat sense ajuda movent-se pel moviment hidràulic dels elements modulars.
Els pilons tenen forma d'A, per tant, l'ús de formes estàndard no era factible. Es va disposar un conjunt individual de formes per a cada torre del pont.
La transició entre els tipus de secció es va dur a terme a nivells estivals a les cotes de 66,26 m i 191,48 m.
L'ús de formes autoescalades va permetre obtenir una millor qualitat i reduir a la meitat el temps de construcció de les estructures de formigó armat fetes in situ.
El cable està situat a la zona d'ancoratge a partir dels 1975 m. La instal·lació de suports aparellats dels cables i la fosa dels cossos de torre de pont es va dur a terme simultàniament, reduint dràsticament el període de construcció.

### Estructura del tram central
L'estructura del tram té una secció transversal aerodinàmica per assumir càrregues de vent amb ràfegues importants. La forma de la secció transversal de l'espai s’ha determinat sobre la base del disseny aerodinàmic i s’ha optimitzat d'acord amb els resultats del processament experimental del model a escala en la fase de disseny detallat.
Les connexions de camp soldades s’utilitzen per a juntes longitudinals i transversals de la làmina de la tapa de la coberta ortotròpica i la placa nervada inferior. Per a juntes de parets verticals dels blocs, nervis longitudinals, bigues transversals i diafragmes, s’utilitzen connexions de camp proporcionades mitjançant perns d'alta resistència.
Les seccions prefabricades de grans dimensions per a la instal·lació del tram central van ser lliurades per barcasses al lloc d'erecció i elevades per una grua a uns 76 m alçada. Aquí es van contraposar els elements i s’hi van fixar els sistemes de suspensió de cables.

### Sistema de suspensió per cable
Un sistema de suspensió per cable suposa totes les càrregues estàtiques i dinàmiques de les quals depèn la mateixa existència del pont. Els tirants de cable no estan dissenyats per suportar tota la vida del pont, però són reparables i tenen la millor protecció possible contra desastres naturals i altres impactes adversos.
Els tirants de cable paral·lel (PSS) consisteixen en fils paral·lels de 157 mm de diàmetre; cada branca està formada per set cables galvanitzats. Els tirants del cable incorporen de 13 a 79 fils. La longitud del tram de cable més curta és de 135,771 m; el més llarg, 579,83 m. Els allotjaments de protecció dels suports del cable estan fabricats en polietilè d'alta densitat (HDPE) i tenen les característiques següents: resistència als raigs UV; resistència a les condicions climàtiques locals de Vladivostok (interval de temperatura de –40 a +40 °C; –40 a +104 °F) i agressivitat ambiental.

## Història del projecte

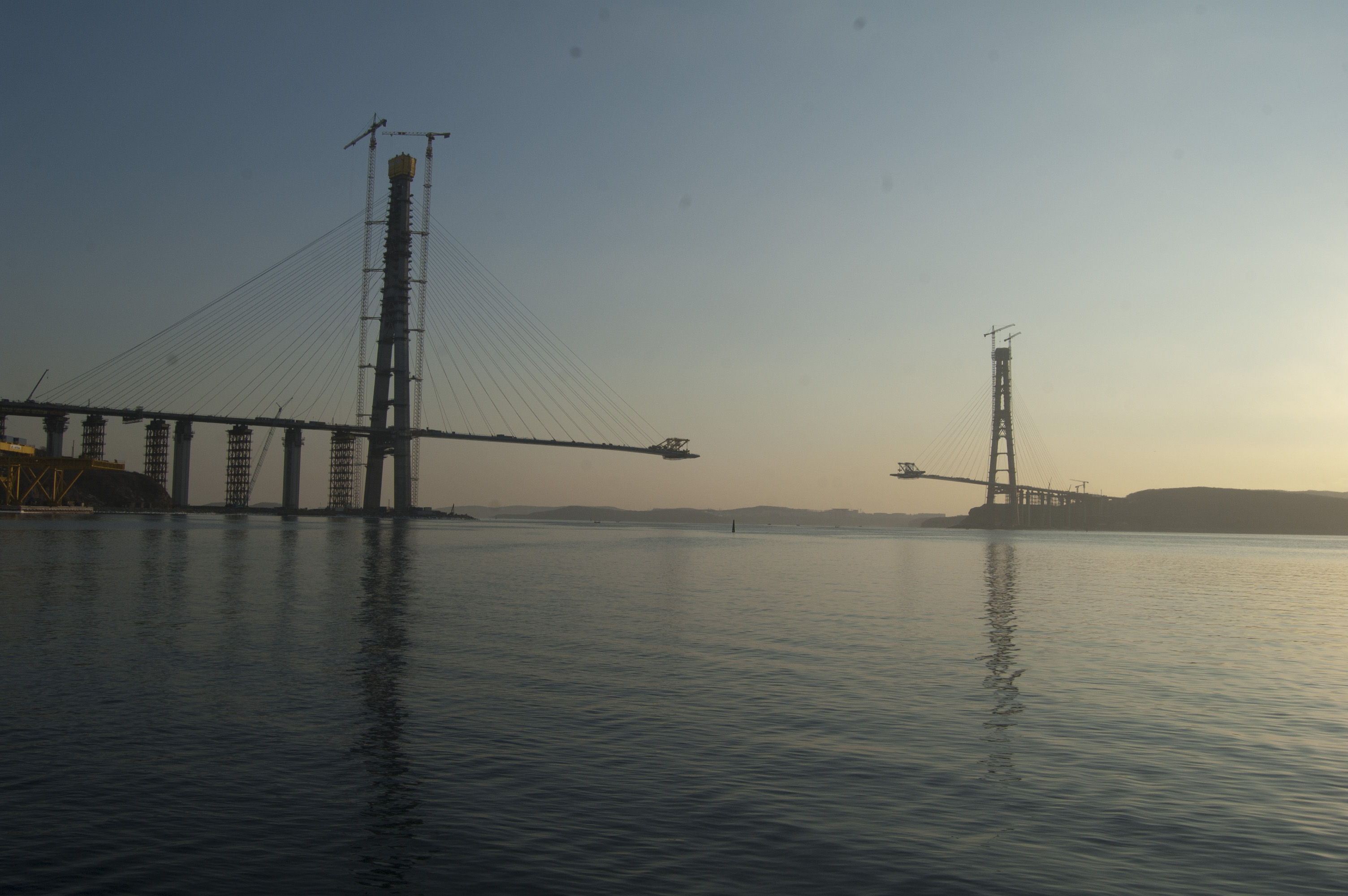
Construcció del pont (2011)

La tasca de construir un pont cap a l'illa Russki es va establir a la primera meitat del segle XX. El primer projecte es va acabar l’any 1939, el segon en la dècada del 1960. Ni un (probablement a causa de la Segona Guerra Mundial) ni l'altre projecte no es va realitzar mai. A principis d'octubre de 2007, NPO Mostovik va guanyar la licitació per dissenyar un pont que travessava l'illa Russki. El principal soci de l'associació en la realització del treball de disseny va ser la major organització russa de disseny, CJSC Giprostroymost Institute St. Petersburg; en el treball també hi van participar diverses empreses científiques russes i estrangeres, com ara, Cowi A/S (Dinamarca), Primorgrazhdanproekt, Primortisiz, JSC DNIIMF, NPO Gidrotex i altres. El desenvolupament va costar 643 milions de rubles i es va completar en menys de sis mesos el març de 2008 . Durant els treballs, es van considerar més de 10 opcions diferents de pas de pont, entre les quals hi havia projectes tant de ponts atirantats com de ponts penjants.
El maig de 2008, el projecte de pont atirantat proposat va ser aprovat per la Institució Estatal Federal Glavgosexpertiza de Rússia i recomanat per a l'aprovació del client, l'administració del Krai de Primórie. El contractista general de la construcció, JSC USK Most, sense passar pel procediment de licitació, es va determinar el 31 d'agost de 2008 pel Decret núm. 1277 del president de la Federació de Rússia. L'import total del contracte va ser de 32.200 milions de rubles. Els principals subcontractistes van ser SK MOST OJSC i NPO Mostovik LLC. La instal·lació es va lliurar el 2 de juliol de 2012.
El 2005, l'administració del Krai de Primórie va desenvolupar el projecte d'inversió Desenvolupament de l'illa Russki. Segons el projecte, es preveia ubicar a l'illa un complex d'instal·lacions de producció en l'àmbit de les biotecnologies i de la informació, un complex universitari de classe mundial i un centre mèdic interregional. El programa també preveia la construcció de complexos esportius i recreatius, museístics i hotelers, i habitatges. Com assenyala ITAR-TASS, en el futur, l'illa russa hauria de convertir-se en un punt de creixement per a tota l'Extrem Orient Rus, un important centre de cooperació internacional amb els països de la regió Àsia-Pacífic.
El 2012 es va celebrar a l'illa la cimera de l'organització de la Cooperació Econòmica Àsia-Pacífic (APEC). Preparant la cimera, es va dur a terme una important construcció a l'illa. Segons el projecte, s'hauria de construir un gran centre de negocis internacional, diversos hotels, un aquari i un Centre Científic i Educatiu del Pacífic, que inclourà diversos instituts d'investigació de l'Acadèmia de Ciències de Rússia, en una parcel·la de 2,8 mil hectàrees.
Per Decret del Govern de 31 de març de 2010, es va crear una zona econòmica especial turística i recreativa al territori de l'illa russa.

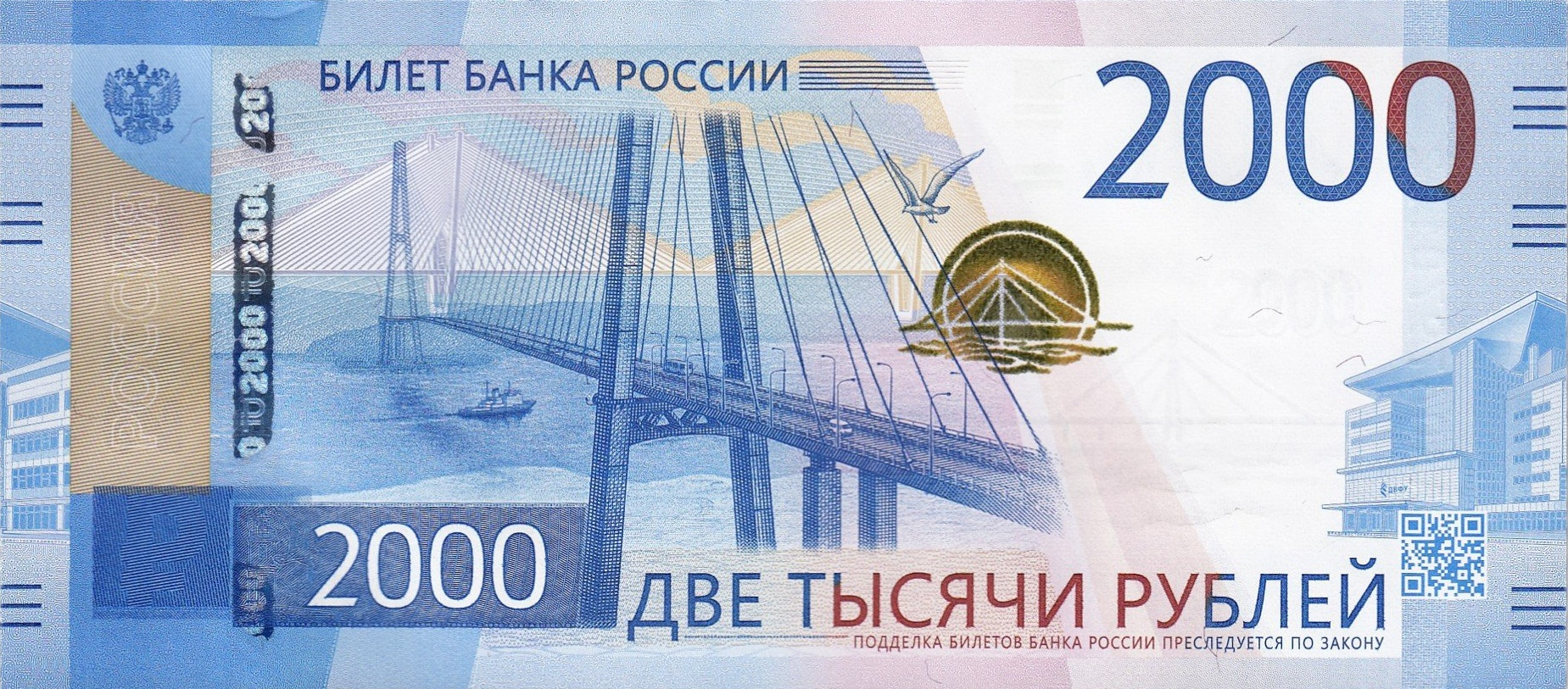
Pont Russki a la part frontal del bitllet de 2000 rubles russos

Després d'una forta tempesta de gel el 21 de novembre de 2020, els cables del pont es van gelar i es va desprendre la coberta decorativa del cable sud-est central 15. Després de la gelada, a causa de la caiguda de neu a la carretera, el trànsit al pont va quedar tancat fins al 30 de novembre, i després fins al 21 de desembre. Poc després de la formació de gel, un equip d'escaladors va començar a netejar manualment el pont. L'agència de notícies Interfax va assenyalar que el pont rus es va convertir en el primer pont atirantat del món que va experimentar gel al cable. A causa del tancament del pont, la comunicació amb l'illa Russki es va fer més difícil: durant el període de gel al pont, la comunicació amb el continent es va mantenir mitjançant ferris. El trànsit al pont es va obrir finalment el 6 de desembre a partir de les 17:00 hora de Vladivostok. A partir dels resultats del treball de 60 escaladors, es van retirar 2.300 tones de dipòsits de gel del pont i es van netejar 11.000 metres quadrats de la superfície de les pilones.

## Especificacions del pont

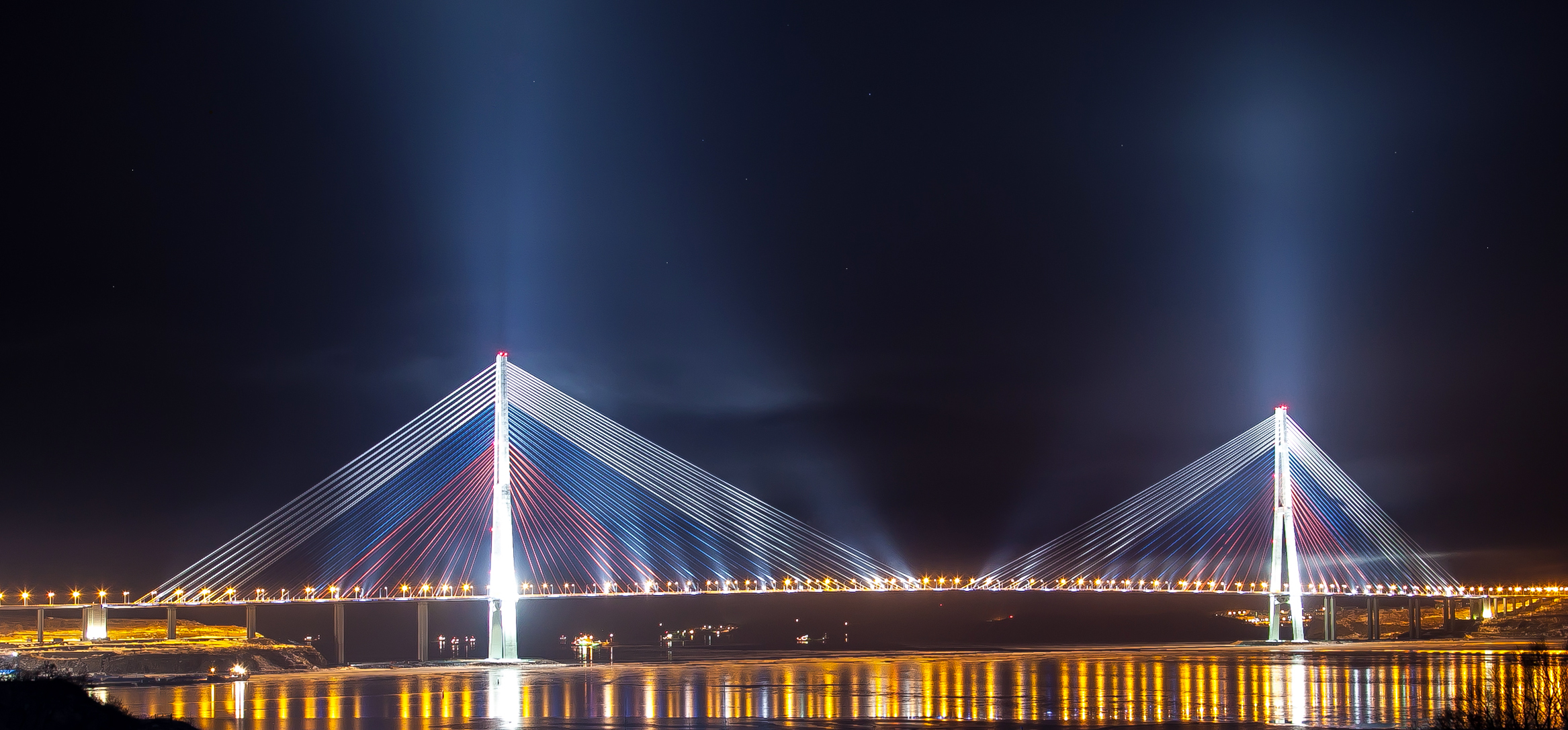
Pont finalitzat de nit, 2013

- Petjada del pont: 60 + 72 + 3x84 + 1104 + 3x84 + 72 + 60 m
- Longitud total del pont: 1,885.53 metres
- Longitud total incl. cavallets: 3.100 metres
- Longitud central del canal: 1,104 metres (3,622 ft)
- Amplada del pont: 29.5 metres (97 ft)
- Amplada de la calçada del pont: 23.8 metres (78 ft)
- Nombre de carrils de conducció: 4 (dos en cada sentit)
- Nombre de torres al pont: 2
- Alçada de les pilones: 324 metres
- Nombre de suports del cable: 168
- Tram de cable més llarg: 579,83 metres
- Tram de cable més curt: 135,771 metres

## Crítica
Els costos i el fet de la construcció del pont Russki són àmpliament criticats per l'oposició política russa. El gener de 2007, Vladímir Putin, aleshores president de Rússia, va afirmar que celebrar una cimera a Vladivostok és una possibilitat diferent i que es requeririen almenys mil milions de rubles per preparar la ciutat per a la cimera, que, en aquell moment, era tres vegades més que el pressupost provincial del Primorsky Krai en el seu conjunt. L'any 2012, s’esperava que el cost de la construcció superaria els 1.000 milions de dòlars i la descripció del projecte al web del contractista general no enumera els costos del projecte. A més, la capacitat incorporada de 50.000 cotxes al dia és deu vegades superior a la població existent a l'illa Russki, amb només 5.000 habitants, cosa que provoca una infrautilització severa.
Prèviament, s’havia criticat que la carretera asfaltada hagués acabat en un carreró sense sortida, a poca distància del pont, durant el primer any després de la seva construcció. Des de llavors, la xarxa de carreteres asfaltades s’ha ampliat. A partir de 2018, la carretera cobreix tota la península Sapper, al voltant del 25% del total de l'àrea de l'illa.

## Importància econòmica
Actualment, el pont es pot utilitzar per accedir a l'edifici de la Universitat Federal de l'Extrem Orient, així com per a l'accés d'equips especials i personal per a la construcció de noves instal·lacions.
Les línies d'autobús urbà creuen el pont. Temps de viatge en autobús des de la parada principal d'intercanvi al centre de Vladivostok (centre comercial Izumrud) fins a FEFU: 50 minuts.

## Construcció del pont Russki - galeria

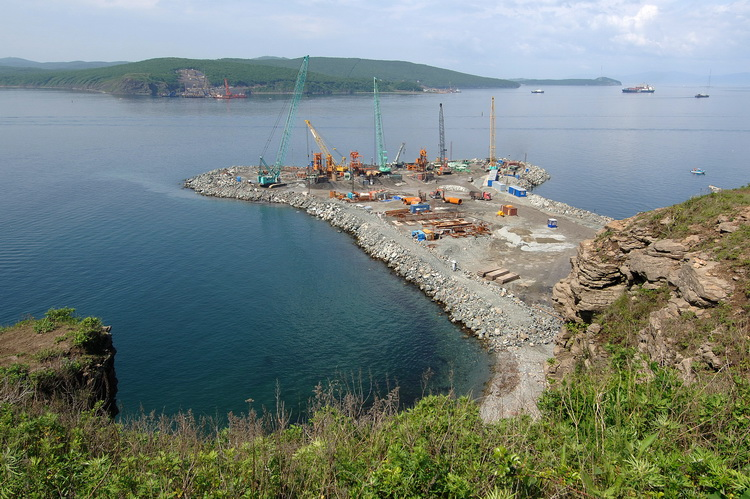
23 de desembre de 2009
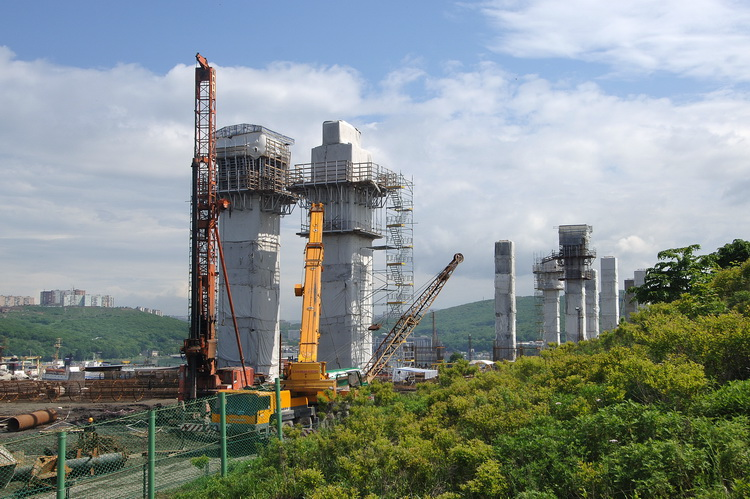
Suports del pont. 23 de desembre de 2009
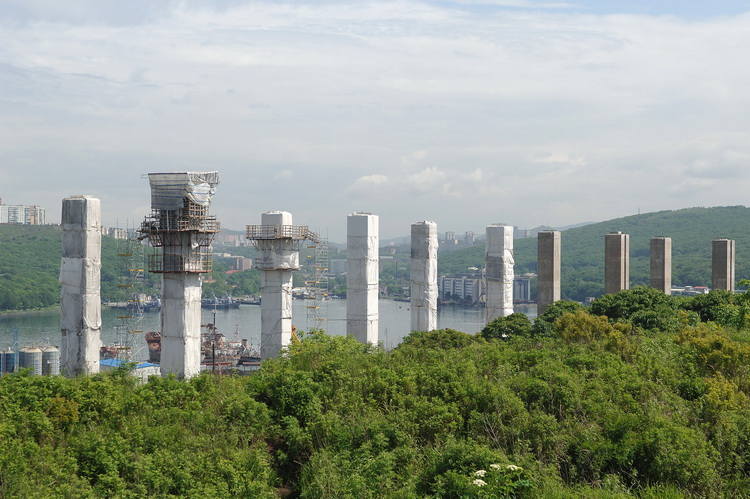
Suports del pont. 23 de desembre de 2009
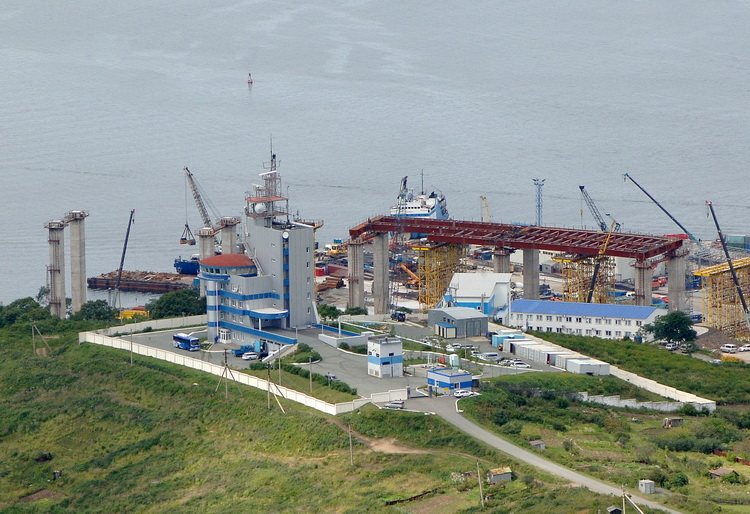
8 de desembre de 2009
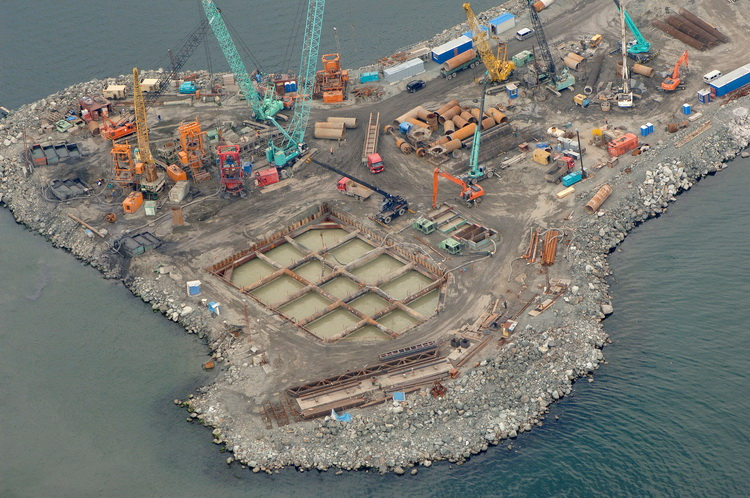
8 de desembre de 2009
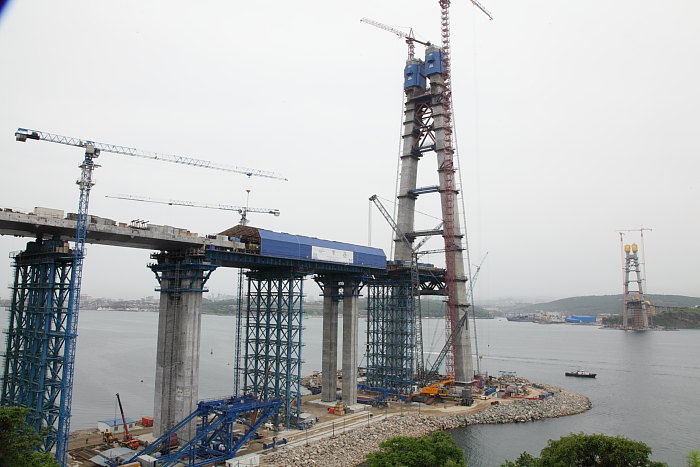
1 de desembre de 2011
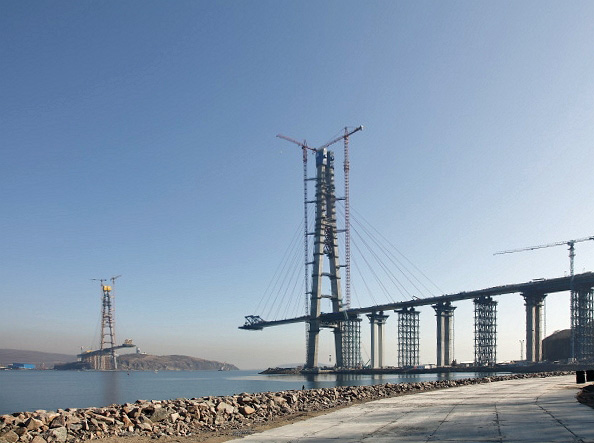
10 de desembre de 2011
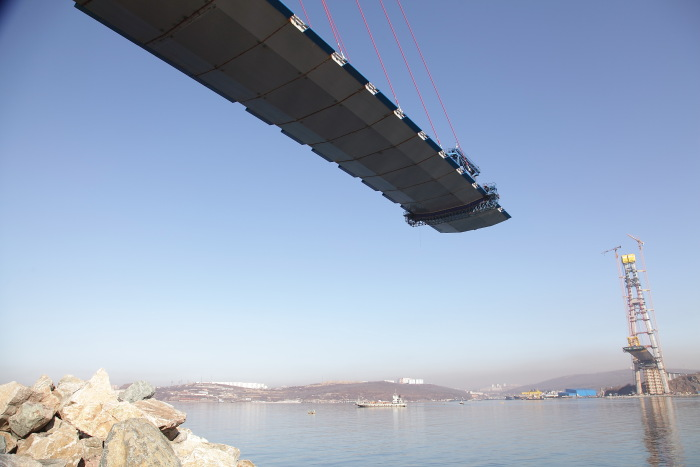
10 de desembre de 2011